# Graevenitz-Museum

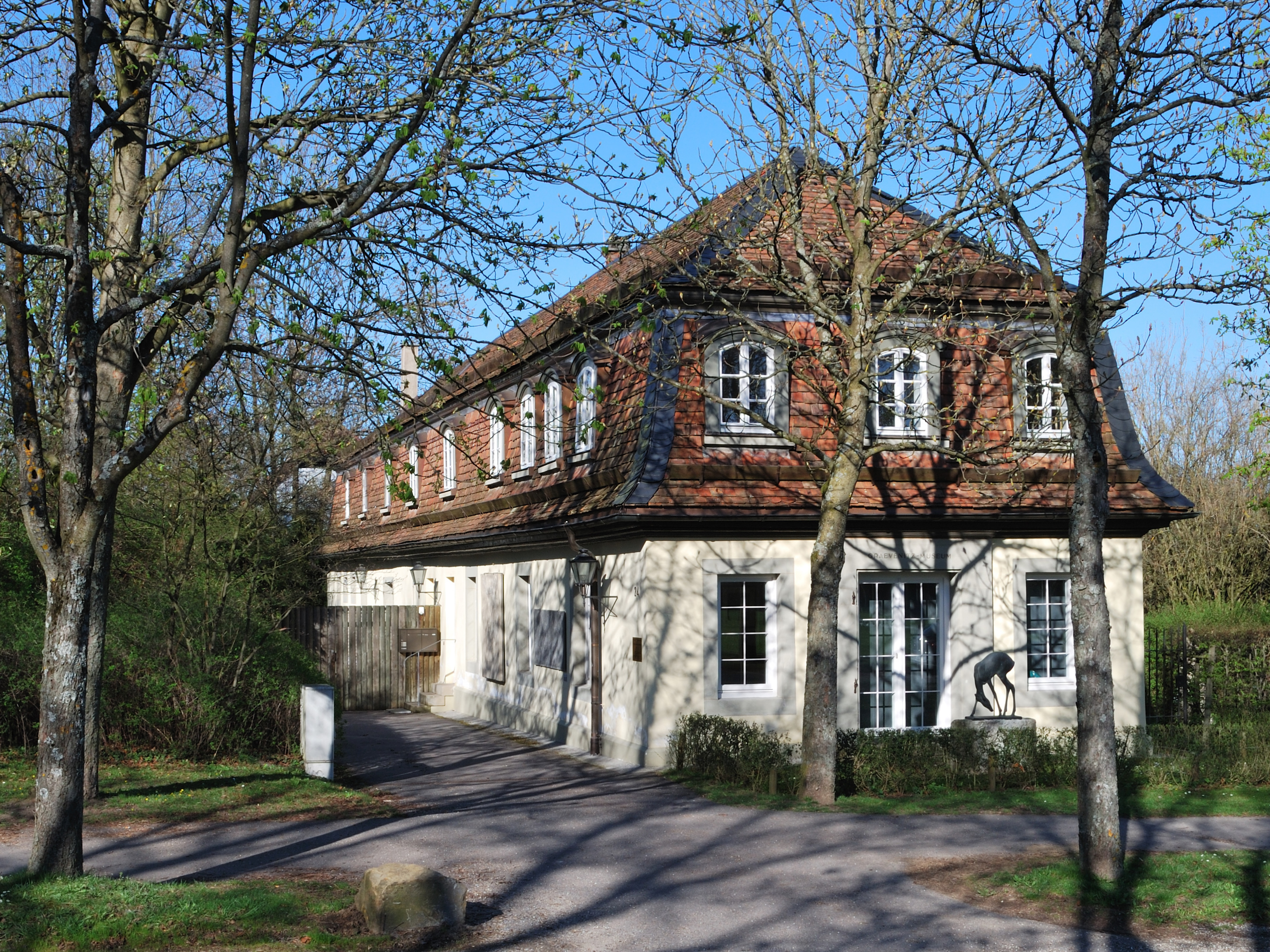
Museum Fritz von Graevenitz

Das Graevenitz-Museum, auch bekannt als Museum Fritz von Graevenitz, beherbergt seit 1971 ausgewählte Arbeiten des Künstlers Fritz von Graevenitz. Es befindet sich in einem Kavaliershaus in Stuttgart-West im Stadtteil Solitude nahe Gerlingen.

## Geschichte
Zum Gesamtensemble des Schlosses Solitude, das Herzog Carl Eugen im Jahr 1763 erbauen ließ, gehören unter anderem die Kavaliershäuser an der auf das Schloss zuführenden Hauptallee.  
In einem dieser Kavaliershäuser wohnte bereits seit 1906 die Familie von Graevenitz. Der Bildhauer Fritz von Graevenitz arbeitete von 1921 bis zu seinem Tod im Jahr 1959 auf dem so genannten Werkplatz, der sich auf der Gartenseite des Hauses Nummer 24 auf der Solitude befand. Auf diesem Platz waren mehrere Ateliers und eine Scheune, die die Arbeiten des Künstlers beherbergten. Ende der 1960er Jahre wurden die Ateliers aus baulichen Gründen abgerissen. 
Jutta von Graevenitz suchte darauf nach einer Möglichkeit, die Arbeiten ihres Mannes auf der Solitude, seinem Arbeits- und Lebensumfeld, auszustellen. 1971 gründete sie das Museum für den Bildhauer und Maler Fritz von Graevenitz im Haus 24 auf der Solitude. Im Graevenitz-Museum sind ausgewählte Arbeiten aus seinem künstlerischen Schaffen zu sehen.

## Führungen
Geöffnet ist das Graevenitz-Museum jeden Sonntag von 12 bis 18 Uhr. Führungen sind nach telefonischer Vereinbarung jederzeit möglich. Der Eintritt ist ein freiwilliger Beitrag zur Erhaltung des Museums.